# 198-й истребительный авиационный полк
198-й истребительный авиационный полк (198-й иап) — воинская часть Военно-воздушных сил (ВВС) Вооружённых Сил РККА, принимавшая участие в боевых действиях Великой Отечественной войны.

## История наименований полка
За весь период своего существования полк своё наименование не менял — 198-й истребительный авиационный полк.

## Создание полка
198-й истребительный авиационный полк начал формироваться в мае 1941 года в Ленинградском военном округе (г. Великие Луки) в составе 56-й истребительной авиационной дивизии ВВС ЛВО.

## Расформирование полка
198-й истребительный авиационный полк 1 сентября 1941 года был расформирован во 2-й раг.

## В действующей армии
В составе действующей армии:
- с 22 июня 1941 года по 1 сентября 1941 года.

## Командиры полка
нет информации

## В составе соединений и объединений
| Период        | Фронт (округ)               | армия                                | корпус                                                  | дивизия                                 | примечание                                                                                   |
| ------------- | --------------------------- | ------------------------------------ | ------------------------------------------------------- | --------------------------------------- | -------------------------------------------------------------------------------------------- |
| 04.05.1941 г. | Ленинградский военный округ | Резерв Верховного Главнокомандования | 1-й авиационный корпус дальней бомбардировочной авиации | 56-я истребительная авиационная дивизия | Великие Луки                                                                                 |
| 22.06.1941 г. | Ленинградский военный округ | Резерв Верховного Главнокомандования | 1-й авиационный корпус дальней бомбардировочной авиации | 56-я истребительная авиационная дивизия | Великие Луки. Находился в стадии формирования. Боевой работы не вёл за отсутствием матчасти. |
| 01.08.1941 г. | Московский фронт ПВО        | Ярославско-Рыбинский район ПВО       |                                                         | 56-я истребительная авиационная дивизия | Ярославль                                                                                    |
| 20.08.1941 г. | Московский фронт ПВО        | Ярославско-Рыбинский район ПВО       |                                                         | 56-я истребительная авиационная дивизия | Ярославль, имел в составе 8 лётчиков, 1 УТИ-4 и 1 УТ-1; боевых самолётов не имел.            |
| 21.08.1941 г. | Волховский фронт            | Резерв Верховного Главнокомандования |                                                         | 2-я резервная авиационная группа        |                                                                                              |
| 01.09.1941 г. | Волховский фронт            | Резерв Верховного Главнокомандования |                                                         | 2-я резервная авиационная группа        | расформирован                                                                                |

## Участие в операциях и битвах
- в боевых действиях не участвовал.

## Самолёты на вооружении
| Период      | Самолёты |
| ----------- | -------- |
| 1941 — 1941 | УТИ-4    |
| 1941 — 1941 | УТ-1     |

## Базирование
| Период            | Аэродром     |
| ----------------- | ------------ |
| 05.1941 — 08.1941 | Великие Луки |
| 08.1941 — 09.1941 | Ярославль    |